# Мчедлидзе, Гурам Муразович
Гурам Муразович Мчедлидзе (груз. გურამ მჭედლიძე; 12 августа 1972, Очамчира, Абхазская АССР, Грузинская ССР, СССР) — украинский и грузинский борец вольного стиля, призёр чемпионатов Европы.

## Биография
Родился в 1972 году в Очамчире. Выступая за Украину, в 1998 году занял 7-е место на чемпионате мира, и 12-е — на чемпионате Европы.
С 2000 года выступает за Грузию. В 2000 году стал бронзовым призёром чемпионата Европы, но на Олимпийских играх в Сиднее стал лишь 13-м. В 2002 году занял 4-е место на чемпионате Европы, и 7-е — на чемпионате мира.

## Личная жизнь
Старший сын: Мураз Мчедлидзе борец вольного стиля, занимается под его руководством. Младший сын: Давид преимущественно занимался футболом. Иногда переключался на вольную борьбу. Лишь после двух месяцев активных тренировок он победил на всеукраинском турнире по борьбе до 15 лет и был включен в состав сборной Украины среди кадетов, призёр чемпионата Украины 2023 года. Тренером Давида является Джимшер Гурчиани, под руководством которого выступал сам Мураз.